# Вариационный метод
Вариационный метод — метод решения математических задач с помощью минимизации определённого функционала, используя пробную функцию, которая зависит от небольшого количества параметров.

## Квантовая механика
Состояние квантовомеханической системы определяется волновой функцией, которая находится из стационарного уравнения Шредингера
{\displaystyle {\hat {H}}\psi =E\psi },
где {\displaystyle {\hat {H}}} — гамильтониан системы.
В общем случае большого числа частиц (три частицы в квантовой механике уже много) решить уравнение Шредингера аналитически, не используя дополнительных приближений, невозможно.
Функционал
{\displaystyle \langle \psi |{\hat {H}}|\psi \rangle =\int \psi ^{*}{\hat {H}}\psi d\tau },
где интегрирование проводится по всему координатному пространству , а ψ -произвольная функция всех переменных системы, имеет минимальное значение при определённой функции {\displaystyle \psi _{0}},  которая отвечает основному состоянию системы и является решением уравнения Шредингера.
Вариационный метод заключается в том, чтобы использовать для решения какую-то пробную функцию переменных системы {\displaystyle \phi (\lambda _{i})}, зависящую от нескольких параметров  {\displaystyle \lambda _{i}},  которая удовлетворяла бы условию нормировки
{\displaystyle \langle \phi |\phi \rangle =1}.
В таком случае
{\displaystyle \Phi (\lambda _{i},E)=\int \phi ^{*}(\lambda _{i}){\hat {H}}\phi (\lambda _{i})d\tau -E\int \phi ^{*}(\lambda _{i})\phi (\lambda _{i})d\tau }
является функцией (уже не функционалом) от параметров {\displaystyle \lambda _{i}} и дополнительного параметра E. 
Минимум этого функционала по всем параметрам {\displaystyle \lambda _{i}} определяет приближение к энергии основного состояния системы. Этот минимум находят из системы уравнений
{\displaystyle {\frac {\partial \Phi (\lambda _{i},E)}{\partial \lambda _{j}}}=0},
учитывая условие нормировки, или любым другим способом минимизации.
Вариационный метод даёт лучшее приближение к энергии основного состояния для данной формы пробной функции. При удачно выбранной пробной функции это приближение может быть достаточно точным, незначительно отличаясь от того, что наблюдается на эксперименте. Удачно выбранная пробная функция позволяет также делать качественные выводы о поведении квантовомеханической системы. Обычно при этом опираются на определённые физические представления о поведении системы. Увеличение числа параметров в пробной функции позволяет улучшить результат, но усложняет задачу, а иногда может привести к отысканию ложного локального минимума .